# Les Invités du bon Dieu
Les Invités du bon Dieu est une pièce de théâtre d'Armand Salacrou en trois actes créée en septembre 1953 au Théâtre Saint-Georges.

## Résumé
Premier acte
Léon Virlouvet, sa femme Léonie et sa fille Monique sont dans une gare. Nous apprenons que Monique va se fiancer avec François Aurillon, dont elle attend l'arrivée. Léon est alors surpris en apercevant une jeune femme, et il se débarrasse de Léonie et Monique en leur disant d'aller voir sur la route si François est arrivé. 
Une fois les deux femmes parties, Léon va vers la jeune femme qui l'a tant troublé et lui reproche sa présence. Il reconnaît en elle sa maîtresse, qu'il appelle Léonie car elle lui rappelle sa femme lorsque celle-ci était plus jeune. La jeune femme feint de ne pas le connaître et s'en va tandis que Léonie revient, suivie par Monique et François.
François rencontre la jeune femme et reconnaît en elle Sylvie, sa maîtresse. Les entrées et sorties de personnages s'enchaînent, et nous comprenons que Sylvie et la « jeune Léonie » sont deux sœurs jumelles, dont les liens avec Léon et François pourraient bien gâcher les fiançailles.
Deuxième acte
Dans la chambre de la grand-mère Virlouvet, transformée en vestiaires, François et Léon s'expliquent mutuellement la situation et comprennent qu'ils sont dans l'embarras. Sylvie veut faire rater le mariage car elle aime toujours François, et Monsieur Aurillon, le père de François, veut également annuler ce mariage, car il a découvert que Léon trompait sa femme et ne souhaite pas que son fils épouse une personne dont le père n'est pas vertueux. La jeune Léonie cherche au contraire à empêcher qu'un scandale éclate.
Nous découvrons qu'Albert, le cuisinier employé pour la soirée, est le père de Sylvie et de la jeune Léonie, qui sont toutes deux une seule et même femme. Cette jeune femme poursuit les mêmes motivations que lorsqu'elle incarnait Sylvie, c'est-à-dire faire rater le mariage car elle est toujours amoureuse de François.
Léon, affolé par la jeune Léonie qui commence à réclamer de l'argent en échange de son silence, enferme celle-ci dans une pièce à part. Aurillon révèle à Léonie, la femme de Léon, que son mari l'a trompé avec jeune Léonie. Léonie n'est ni choquée ni déçue, elle comprend son mari, le pardonne et ne l'aime que davantage.
Troisième acte
La jeune femme s'est échappée de la pièce où elle était enfermée et a rejoint les convives dans le jardin. Dans le rôle de Sylvie, elle révèle à tous les convives qu'elle est la maîtresse de François. Monique, au lieu de s'en offusquer, est sous le charme. Elle qui avait peur, après des années de vie commune, de se lasser de François, elle découvre une femme qui l'a aimé pendant longtemps et qui semble pouvoir l'aimer encore jusqu'à la fin de ses jours. 
Monsieur Aurillon, qui a compris la situation, révèle à tous que Sylvie et la jeune Léonie sont une seule personne. Aucun des personnages n'est accablé par cette nouvelle, tout le monde redouble au contraire d'amour et de joie. Aurillon, révolté, cherche à comprendre : « Pourquoi n'y a-t-il pas eu de drame dans cette histoire ? » C'est la jeune femme qui répond : « Parce que Léonie est bonne, totalement bonne. Bonne comme le sang est rouge, bonne comme le ciel est bleu, et son cœur est comme un soleil, au milieu du ciel ».

## Distribution de la création
- Maria Mauban : la jeune femme (successivement Léonie et Sylvie)
- Robert Arnoux : Léon Virlouvet
- Madeleine Barbulée : Léonie Virlouvet
- Jacqueline Monsigny : Monique Virlouvet
- Gabrielle Doulcet : la grand-mère
- Robert Vattier : Monsieur Aurillon
- Daniel Ceccaldi : François Aurillon
- Lucien Raimbourg : Albert
- René Lacourt : le clochard
- Georges Rex : Alexandre Duval
- Pierre Leproux : César Duval
- Yvonne Clech : Marie Duval, femme de César
- Lolita de Silva : Elvire
- Grégoire Gromoff : Thomas Lambert

## Analyses et commentaires
Dans cette pièce, Dieu n'est pas une figure autoritaire et effrayante, c'est au contraire le « bon Dieu ». Les personnages de la pièce, au même titre que les spectateurs, sont les invités de ce bon Dieu. Armand Salacrou propose ici la vision d'un dieu jovial, qui ne place pas les humains sur Terre pour qu'ils y souffrent et qu'ils se disputent, mais pour qu'ils se réconcilient, qu'ils se pardonnent, qu'ils fassent preuve de compassion et d'indulgence. L'amitié entre le clochard et la grand-mère montre cette idée de joie de vivre : ces deux personnages ne se connaissent pas mais décident spontanément de bien s'entendre, et ce sont les deux seuls personnages de la pièce qui sont véritablement heureux du début à la fin.